# Sosifane
Sosifane (in greco antico: Σωσιϕάνης?; in latino Sosiphanes; Siracusa, 357 a.C. – Atene, 313 a.C.) è stato un poeta e drammaturgo greco antico, incluso talora fra i sette poeti della Pleiade.

## Biografia
Esistono molte incertezze riguardo a questo poeta dell'età alessandrina. Secondo Suda, l'enciclopedia storica bizantina del X secolo, Sosifane sarebbe nato a Siracusa, avrebbe vissuto ad Atene sotto il dominio Filippo di Macedonia e di Alessandro Magno, avrebbe composto settantatré tragedie, riportando sette vittorie. Di lui ci sono pervenuti pochi frammenti, fra cui uno molto breve sulla fugacità della felicità umana, appartenenti al dramma "Meleagro", peraltro l'unico titolo rimasto.
Sosifane è elencato fra i sette poeti tragici del Canone alessandrino (Pleiade), assieme ad Alessandro Etolo, Filico di Corcira, Licofrone, Omero di Bisanzio, Sositeo ed Eantide. In un'altra lista, i nomi di Eantide e di Sosifane sono sostituiti da quelli di Dionisiade Mallote e di Eufronio Cherronesite, due poeti vissuti nel secolo successivo, all'epoca di Tolomeo IV Filopatore (221-204 a.C.). Secondo alcuni studiosi, inoltre, sarebbero esistiti due poeti tragici a nome Sosifane, uno dei quali, di poco posteriore al Sosifane siracusano vissuto ad Atene, sarebbe stato il Sosifane incluso fra i poeti tragici della Pleiade. Augusto Rostagni aveva sostenuto che Sosifane di Siracusa sarebbe stato confuso con Sositeo, incluso sempre fra i poeti della Pleide.